# さいたま市立土屋中学校
さいたま市立土屋中学校（さいたましりつ つちやちゅうがっこう）は、埼玉県さいたま市西区にある公立中学校。

## 沿革
- 1986年（昭和61年） - 大宮市立土屋中学校として開校。
- 1987年（昭和62年） - 校章 校旗 校歌 制定記念式典。体育部室・体育用具室完成。
- 1988年（昭和63年） - 体育倉庫、中庭舗装工事・花壇完成。
- 1989年（平成元年） - 防球ネット高架工事。
- 1990年（平成2年） - PTA5周年記念事業フェンス・植え込み完成。
- 1991年（平成3年） - 校庭西側防球ネット完成。
- 1995年（平成7年） - 武道場竣工。創立10周年・武道場竣工記念式典。
- 2001年（平成13年） - 浦和市、与野市との合併に伴いさいたま市立土屋中学校となる。
- 2004年（平成16年） - 給食室竣工。
- 2005年（平成17年） - 創立20周年記念式典。